# Línia 491 d'autobusos interurbans de Catalunya
La línia 491 és una línia d'autobús interurbà que pertany a la xarxa d'autobusos interurbans de Catalunya. Recorre les tres poblacions lluçanenques de Prats de Lluçanès, Oristà i Sant Feliu Sasserra (Bages). Es va posar en marxa el març de 2006 i realitza un únic servei el primer dilluns de març de cada any, sense pràcticament afluència d'usuaris.

## Concessió i servei
La particularitat de la línia d'operar un sol cop a l'any forma part d'una concessió conjunta a la zona del Lluçanès que s'havia atorgat amb anterioritat. Es tracta d'una línia deficitària sense cap subvenció que no s'utilitza i que entra en servei un dia a l'any per a poder mantenir la llicència de concessió. El fet de disposar de concessions prèvies en la mateixa zona repercuteix en preferències a l'hora d'adquirir-ne de noves. El Departament de Territori i Sostenibilitat de la Generalitat de Catalunya, per la seva banda, confirma aquestes pràctiques i les emmarca dins la llei.

## Trajecte
Realitza el seu trajecte des de Prats de Lluçanès fins a l'entitat de població de La Torre d'Oristà, al municipi d'Oristà. El seu recorregut dura aproximadament 25-30 minuts i es combina amb les línies 490 i 492 (que també operen el mateix dia i un sol cop a l'any), de les quals es distingeix al fer parada a la població de Sant Feliu Sasserra. Les tres utilitzen el mateix vehicle de forma consecutiva.
| Parades Línia 491                                                    |
| Prats de Lluçanès (Av. Pau Casals - Cal Xiquet)                      |
| Sant Feliu Sasserra (Ctra. de Manresa - Rotonda Sant Feliu Sasserra) |
| Oristà (B-433 - Oristà)                                              |
| Oristà (BV-4404 - La Torre d'Oristà)                                 |

## Horaris
| 491                    | Servei únic             | Servei únic          |
| 491                    | A: La Torre de l'Oristà | A: Prats de Lluçanès |
| Primer dilluns de març | 09:25                   | 11:00                |